# Азария Джугаеци (поэт)
Азария Джугаеци (арм. Ազարիա Ջուղայեցի) — армянский поэт XVI—XVII веков. Даты рождения и смерти и другие биографические данные неизвестны. Имя Джугаеци указывает на происхождение из Джульфы (арм. Джуга). Сохранились семь произведений (тагов) его авторства, судя по их содержанию был церковным служителем и жил в XVI или XVII веке. Некоторые исследователи отождествляют его с одноимённым календароведом, другие — с видным церковным деятелем.

## Сочинения
Произведения Джугаеци в основном религиозного содержания. Одно небольшое стихотворение посвятил Григору Лусаворичу, в котором отстаивает апостольское начало Армянской церкви, рассказывая о проповедничестве и мученичестве св. Фаддея и представляя Григора Лусаворича его преемником. По мнению К. Бардакджяна, это стихотворение могло быть сочинено в ответ принятию католичества тёзкой поэта — Киликийским католикосом Азарией Джугаеци. Написано акростихом (первые буквы каждой строфы составляют имя автора — «ԱԶԱՐԻԱՅ»). В двух поэмах (одна о Рождении и Богоявлении, другая о Райском саде) грешный, но раскаивающийся Азария надеется быть в числе избранных во время Судного дня. Однако боязнь Азарии перед Божьим правосудием выражается гораздо мягче, чем у поэтов более раннего периода — Григора Нарекаци, Нерсеса Шнорали, Ованеса Тлкуранци, Хачатура Кечареци, и т.д. С большим вдохновением и пылом написана посвящённая монастырю Джульфы поэма. Наилучшим произведением Джугаеци однако считается таг  «Песнь о вине рассказанный Азарией» (арм. «Տաղ վասն գինւոյ յԱզւսրիայէ ասացեալ»). Автор представляет вино святым и безупречным напитком, который обеспечивает отпущение грехов посредством исповеди и причастия. Но Азария призывает к его умеренному употреблению, напоминая о последствиях злоупотребления. Эта поэма выражает светское настроение Азарии, его склонность к людским радостям, которых он сам был по-видимому лишён. Написана акростихом (первые буквы строф составляют предложение «Это слова Азарии», арм. «ԱԶԱՐԻԱՅԵ ԲԱՆՔ»), на разговорном языке и с использованием элементов народной поэзии.